# The Charm The Fury
The Charm The Fury  (TCTF) — нидерландская пост-хардкор и металкор-группа из Амстердама, основанная в 2010-м году, вокалистом которой является девушка. Вдохновлённые такими группами, как Underoath, For Today, Architects и Every Time I Die, они внесли новое измерение в жанре, благодаря чему живо вырвались из толпы.

## О группе

### История создания
Кэролин (вокал), Маттейс Перент (гитара) и ещё несколько ребят подумывали над группой и пытались что-то играть. Спустя несколько недель к ним присоединились Маттейс Тайкен (басс) и Лукас (ударные), именно тогда группа и родилась. Поиски второго гитариста были ужасно долгими, но в итоге нашёлся Ральф, который сначала не очень то и удовлетворил банду, но вскоре ребята сдружились, и Пэрдок стал отличным дополнением к ней.
Почти сразу они стали репетировать и сделали несколько демозаписей, которые были неожиданно хорошо приняты слушателями. The Charm The Fury узнали об этом, уже подписав контракт с трансферным агентством и попросив сыграть несколько шоу.

Группа выпустила 1 EP, 2 студийных альбома и в ноябре 2018 года объявила о завершении своей деятельности.

## Дискография
- 28 мая 2012 год: The Social Meltdown — EP (саморелиз).
- 16 мая 2013 год: A Shade of My Former Self — первый студийный альбом (Listenable Records).[2]
- 17 марта 2017 год: The Sick, Dumb & Happy — второй студийный альбом (Nuclear Blast).